# Prin Gaura de Vierme
Through the Wormhole (română Prin Gaura de Vierme, nume alternativ în engleză Through the Wormhole with Morgan Freeman) este un serial american pentru televiziune, genul documentar științific, serial prezentat de actorul Morgan Freeman. A început să fie difuzat pe canalul Science Channel în Statele Unite începând cu 9 iunie 2009.

## Episoade

### Sezonul I
1. "Is There a Creator?" (Există un Creator?). Premiera: 9 iunie 2009. Este universul doar o coincidentă sau a fost creat de un Dumnezeu care privește spre noi?
2. "The Riddle of Black Holes". Premiera: 16 iunie 2009. Nimic din univers nu este mai puternic decât găurile negre.
3. "Is Time Travel Possible?". Premiera: 23 iunie 2009. Pentru a călători prin timp trebuie depășită viteza luminii. Este oare posibil?
4. "What Happened Before the Beginning?". Premiera: 30 iunie 2009. Ce s-a întâmplat înainte de Big Bang? Exista timp înainte de începutul timpului? Acest episod explorează de unde anume a apărut acest univers.
5. "How Did We Get Here?". Premiera: 7 iulie 2009. Cum am ajuns aici? Despre creația vieții și teorii despre originea vieții.
6. "Are We Alone?". Premiera: 14 iulie 2009. Suntem singuri în univers sau există altă viață (inteligentă) undeva acolo?
7. "What Are We Really Made Of?". Premiera: 21 iulie 2009. Din ce suntem cu adevărat formați? Protonii, electronii și neutronii sunt doar o mică parte din ceea ce știm despre lumea pe care o vedem. Despre quarcuri și bosoni.
8. "Dark Matter: Beyond the Darkness". Premiera episodului: 28 iulie 2009. Materia întunecată și energia întunecată reprezintă cea mai mare parte a materiei din univers[1][2], dar care nu interacționează cu lumina. Dacă materia întunecată a fost cea care a dus la formarea galaxiilor, energia întunecată (impropriu denumită energie pentru că este tot materie) este cea care este responsabilă de îndepărtarea galaxiilor, adică accelerarea universului, eveniment care, ipotetic, s-ar termina cu marea ruptură.

### Sezonul II
1. "Is There Life After Death?" (Există viață după moarte?). Premiera: 8 iunie 2011
2. "Is There an Edge to the Universe?" (Există un capăt al Universului?). Premiera: 15 iunie 2011
3. "Does Time Really Exist?" (Există timpul cu adevărat?). Premiera: 22 iunie 2011
4. "Are There More than Three Dimensions?" (Există mai mult de trei dimensiuni?) Premiera: 29 iunie 2011
5. "Is There a Sixth Sense?" (Există un al șaselea simț?) Premiera: 6 iulie 2011
6. "Are There Parallel Universes?" (Există universuri paralele?) Premiera: 13 iulie 2011
7. "Is There an Equation of Everything? (TBD)" (Este o ecuaţie a totului?) Premiera: 20 iulie 2011
8. "Can We Travel Faster than Light? (TBD)" (Putem călători la viteze superluminice?) Premiera: 27 iulie 2011
9. "Can We Live Forever?" (Putem trăi veșnic?) Premiera: 3 august 2011
10. "What Do Aliens Look Like?" (Cum arată extratereștrii?) Premiera: 10 august 2011

### Sezonul III
1. "Will We Survive First Contact?", 6 martie 2012
2. "Is There a superior Race?", 6 iunie 2012
3. "Is The Universe Alive?", 13 iunie 2012
4. "What Makes Us Who We Are?"
5. "What is Nothing?"
6. "Can We Resurrect The Dead?"
7. "Can We Eliminate Evil?"
8. "Mysteries of the Subconscious"
9. "Will Eternity End?"
10. "Did We Invent God?", 8 august 2012

### Sezonul IV
1. "Is There a God Particle?", 20 martie 2013
2. "When Does Life Begin?"
3. "Can We Survive the Death of the Sun?"
4. "How Do Aliens Think?"
5. "Will Sex Become Extinct?"
6. "Can Our Minds Be Hacked?"
7. "Are Robots the Future of Human Evolution?"
8. "Is Reality Real?"
9. "Do We Have Free Will?"
10. "Did God Create Evolution?", 31 iulie 2013

### Sezonul V
1. "Is God an Alien Concept?", 5 martie 2014
2. "Is Luck Real?"
3. "Is Poverty Genetic?"
4. "How to Collapse a Superpower"
5. "Does the Ocean Think?"
6. "Is a Zombie Apocalypse Possible?"
7. "Is Gravity an Illusion?"
8. "Will We Become God?"
9. "Is There a Shadow Universe?"
10. "When Did Time Begin?", 23 iulie 2014

## Producții asemănătoare
- BBC Horizon - Is Everything We Know About The Universe Wrong?
- Into the Universe with Stephen Hawking